# John Berry (político)
Morrell John Berry (Maryland, 1959) es un político y exfuncionario del gobierno estadounidense que fue director de la Oficina de Administración de Personal de los Estados Unidos de 2009 a 2013 y embajador de los Estados Unidos en Australia de 2013 a 2016.

## Primeros años
Berry nació en 1959, en Maryland, Estados Unidos. Su padre sirvió en el Cuerpo de Marines de los EE. UU. y su madre trabajó para la Oficina del Censo de los EE. UU. Berry se graduó de la escuela secundaria en 1977 y obtuvo una licenciatura en gobierno y política en la Universidad de Maryland en 1980. En 1981, Berry se graduó de la Escuela Maxwell de Ciudadanía y Asuntos Públicos de la Universidad de Syracuse con una maestría en administración pública.

## Carrera
Berry trabajó en la administración del gobierno del condado de Montgomery de 1982 a 1984 y como director de personal del Comité de Finanzas del Senado de Maryland de 1984 a 1985. De 1985 a 1994, fue director legislativo del representante Steny Hoyer y miembro asociado del personal del Comité de Asignaciones de la Cámara de Representantes. Berry ayudó a Hoyer en cuestiones de empleo del gobierno federal y jugó un papel importante en las negociaciones que llevaron a la Ley de Comparabilidad Salarial de Empleados Federales de 1990, que estableció el sistema de pago por localidad. De 1994 a 1995, Berry se desempeñó como subsecretario adjunto y subsecretario interino para la Aplicación de la Ley en el Departamento del Tesoro de los Estados Unidos.

### Departamento del Interior
Berry fue nombrado Subsecretario de Política, Gestión y Presupuesto del Departamento del Interior de los Estados Unidos durante la presidencia de Clinton, cargo que ocupó entre 1997 y 2001. En el Departamento del Interior, Berry mejoró las opciones de cooperativas de crédito y educación continua, además de expandir los programas del departamento para mejorar el equilibrio entre la vida laboral y personal. Berry trabajó para crear un procedimiento de quejas para los empleados que sufren discriminación debido a su orientación sexual, para ampliar los beneficios de reubicación y los servicios de asesoramiento a las parejas de hecho de los empleados, establecer programas de apoyo a los empleados LGBT, y eliminar las disposiciones discriminatorias del Servicio de Parques Nacionales. Berry supervisó uno de los mayores aumentos presupuestarios en la historia del departamento.
En 2000, Berry se convirtió en director de la Fundación Nacional de Pesca y Vida Silvestre. Berry fue designado a partir del 1 de octubre de 2005 como director del Zoológico Nacional, al que se le habían detectado deficiencias en el mantenimiento y conservación de registros. Berry creó un proceso de planificación estratégica y modernización para el zoológico. Esto incluía un plan de capital de veinte años, la obtención de 35 millones de dólares en financiación para brindar protección contra incendios y el inicio de renovaciones en las casas de los animales.

### Oficina de Administración de Personal
En 2008, Berry fue mencionado como posible candidato a Secretario del Interior de Estados Unidos, puesto obtenido por Ken Salazar. El presidente Barack Obama anunció su intención de nominar a Berry como director de la Oficina de Administración de Personal el 3 de marzo de 2009, y lo hizo el 4 de marzo. La audiencia de nominación ante el Comité de Seguridad Nacional del Senado el 26 de marzo de 2009 generó expectativas de una fácil confirmación para Berry, a pesar de la oposición de los activistas conservadores basada en la homosexualidad de Berry. En la audiencia, Berry declaró que apoyaba cualquier sistema efectivo de compensación a los empleados, pero que el gobierno federal tenía la obligación de dar a los empleados con desempeños laborales comparables una remuneración y un trato similares. Berry enfatizó la importancia de que las agencias utilicen todas las herramientas de reclutamiento, citando los beneficios de la reubicación que podrían mantener a las agencias competitivas con el sector privado, y afirmó que crearía un plan estratégico y establecería objetivos de desempeño para la Oficina de Administración de Personal. Berry había manifestado su apoyo a los beneficios para las parejas del mismo sexo de empleados federales y a la derogación de la Ley de Defensa del Matrimonio.
El Senado confirmó a Berry el 3 de abril de 2009, y asumió el cargo el 13 de abril como el primer director de agencia en la administración Obama. A la ceremonia de juramentación del 23 de abril asistió la Primera Dama Michelle Obama. En ese momento, Berry era, según la Campaña de Derechos Humanos, el funcionario abiertamente gay de más alto rango que había servido en el poder ejecutivo en cualquier administración estadounidense.

### Embajador de Estados Unidos en Australia
En junio de 2013, el presidente Obama nominó a Berry como embajador de Estados Unidos en Australia, el primer embajador abiertamente gay de Estados Unidos en un país del G-20. El 1 de agosto de 2013, el Senado de los Estados Unidos confirmó a Berry por consentimiento unánime. La cobertura mediática australiana del nombramiento de Berry fue abrumadoramente positiva. Un video que publicó en el sitio web de la Embajada de Estados Unidos fue descrito como "el video de presentación más amigable en la historia diplomática", mientras que el propio Berry fue descrito como "modesto", con un "historial impresionante". La radio federal de noticias de Estados Unidos informó que más de 200 personas habían publicado respuestas al video, la mayoría de las cuales fueron cálidas y cordiales.

## Vida personal
Berry es abiertamente gay. El 10 de agosto de 2013, se casó con Curtis Yee, su pareja durante 17 años, en la Iglesia Episcopal de Santa Margarita en Washington.